# 10.04.10
10.04.10 — документальне розслідування режисера Аніти Гаргас про перші години після катастрофи польського президентського літака Ту-154 в Смоленську.
Фільм знімався кілька тижнів у Смоленську, де автори намагалися охопити всіх важливих свідків події. Деякі кадри у фільмі зняті прихованою камерою. У фільмі використовується все наступне: аматорський фільм «Літак горить», знятий на мобільний телефон відразу після катастрофи та одна з версій фільму, знятого співробітником TVP, монтажером Славоміром Вишневським, який увічнив крах ТУ 154М на місці катастрофи, а також 1 :20 год кадри, зняті з готелю «Новий» безпосередньо на шляху заходу на посадку до аеропорту Северний (включаючи захід на посадку Іл-76 з офіцерами ФСО РФ).
До фільму увійшли коментарі Ядвіги Качинської, Славоміра Вишневського (редактор TVP, автор фільмів, зроблених на місці катастрофи відразу після аварії), Пйотра Глода (співробітник Канцелярії Президента Республіки Польща), Кшиштофа Залевського (авіація). експерт), Януш Вєцьковський (пілот літака «Тупольов»), майор Андрій Корончик (пілот, співробітник аеропорту «Північний»), жителі Смоленська та особа, яка представилася Володимиром Сафоненком і заявляла, що є автором аматорського фільму з місця катастрофи т. зв. Літак горить).
Над створенням фільму брали участь Рафал Джєнчьоловський, Анна Саржинська, Конрад Фаленьцкі; як перекладач Ян Матковський. У постановці використано фотографії Пьотра Ференца.
Фільм анонсували як перший фільм-розслідування про Смоленську трагедію
Прем'єра фільму відбулася у варшавському кінотеатрі Palladium у Варшаві 4 квітня 2011 року, а 6 квітня DVD із фільмом увійшов до випуску «Gazeta Polska»..
12 травня 2011 р. фільм було показано в Центрі польських незалежницьких організацій (OPON) у Стокгольмі, Швеція, 15 травня 2011 р. — у Сіднеї, Австралія, а 22 червня 2011 р. У 2011 році його показали в Європейському парламенті в Брюсселі